# Coccochora
Coccochora är ett släkte av svampar. Coccochora ingår i ordningen Dothideales, klassen Dothideomycetes, divisionen sporsäcksvampar och riket svampar.
|            | Coccoideaceae                                                                |
|            |                                                                              |
|            | Dothideaceae                                                                 |
|            |                                                                              |
|            | Dothioraceae                                                                 |
|            |                                                                              |
|            | Planistromellaceae                                                           |
|            |                                                                              |
|            | Delphinella                                                                  |
|            |                                                                              |
| Coccochora | \| \| Coccochora quercicola \| \| \| \| \| \| Coccochora kusanoi \| \| \| \| |
|            | \| \| Coccochora quercicola \| \| \| \| \| \| Coccochora kusanoi \| \| \| \| |
|            | Syrropeltis                                                                  |
|            |                                                                              |
|            | Rehmiellopsis                                                                |
|            |                                                                              |
|            | Phaeocryptopus                                                               |
|            |                                                                              |
|            | Thyrospora                                                                   |
|            |                                                                              |
|            | Amylirosa                                                                    |
|            |                                                                              |
|            | Byssogene                                                                    |
|            |                                                                              |
|            | Phyllachorella                                                               |
|            |                                                                              |
|            | Placosphaeria                                                                |
|            |                                                                              |
|            | Microdothella                                                                |
|            |                                                                              |
|            | Propolina                                                                    |
|            |                                                                              |
|            | Boerlagellopsis                                                              |
|            |                                                                              |
|            | Yoshinagella                                                                 |
|            |                                                                              |
|            | Pleostigma                                                                   |
|            |                                                                              |
|            | Colensoniella                                                                |
|            |                                                                              |
|            | Celosporium                                                                  |
|            |                                                                              |
|            | Coccochora quercicola                                                        |
|            |                                                                              |
|            | Coccochora kusanoi                                                           |
|            |                                                                              |

|  | Coccochora quercicola |
|  |                       |
|  | Coccochora kusanoi    |
|  |                       |